# Pertti Sveholm

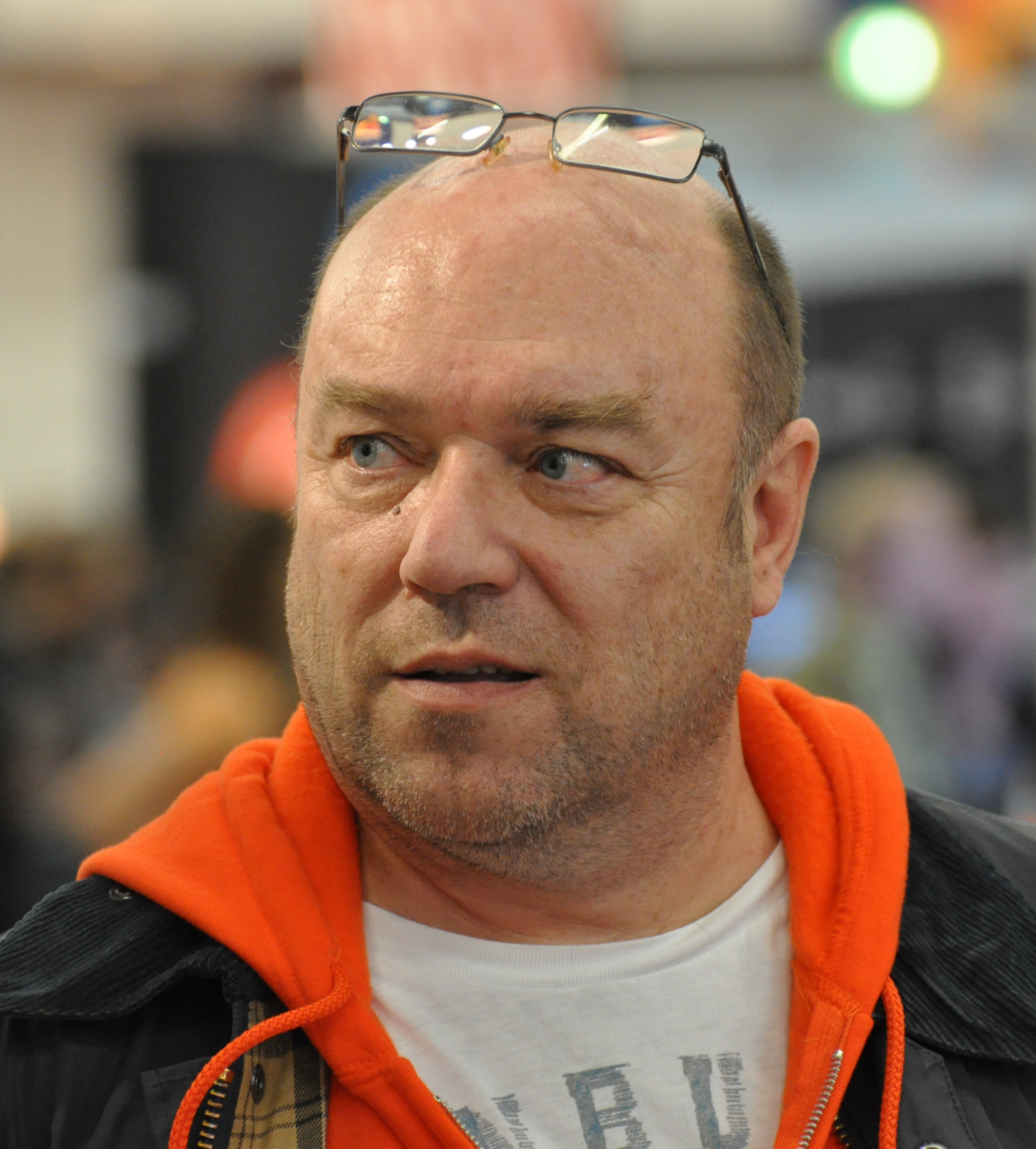
Pertti Sveholm (2011)

Pertti Edvin Sveholm (* 2. Dezember 1953 in Oulu, Finnland) ist ein finnischer Schauspieler.

## Leben
Als Filmschauspieler debütierte Pertti Sveholm 1980 in dem Fernsehdrama Näköalat. Seitdem war er in über 140 Film- und Fernsehproduktionen tätig, wobei er unter anderem kleinere Rollen in Filmen wie Hamlet macht Geschäfte, Komplizinnen aus Angst und Der Mann ohne Vergangenheit spielte. Für den finnischen Filmpreis Jussi war er dreimal nominiert, wobei er zweimal als „Bester Nebendarsteller“ ausgezeichnet wurde, 2002 für Classic und 2009 für Tummien perhosten koti. Als Bester Hauptdarsteller wurde er 2010 für seine Darstellung des Mikko in dem Drama Väärät juuret nominiert, wobei er sich nicht gegen Heikki Nousiainen für seine Darstellung in Postia pappi Jaakobille durchsetzen konnte.
Parallel zu seiner Schauspielerei inszenierte Sveholm als Regisseur zwei Opern: 2010 Jari Järveläns Makuukamarioopperan und 2012 Mika Waltaris Gabriel, tule takaisin.
Sveholm war von 1993 bis 2007 mit der Schauspielerin Sari Havas verheiratet. Beide haben zwei gemeinsame Kinder, jeweils 1991 und 1994 geboren. Die Schauspielerin Pihla Penttinen ist ebenfalls eine Tochter Sveholms. Im August 2011 wurde bekannt, dass er mit der Kunsthistorikerin und Autorin Anna Kortelainen liiert ist.

## Filmografie (Auswahl)
- 1980: Näköalat
- 1987: Hamlet macht Geschäfte (Hamlet Liikemaailmassa)
- 1989: Winterkrieg (Talvisota)
- 1990: Räpsy und Dolly (Räpsy ja Dolly eli Pariisi odottaa)
- 1998: Weißer Marmor (Pala valkoista marmoria)
- 2000: Komplizinnen aus Angst (Pelon maantiede)
- 2001: Classic (Klassikko)
- 2002: Der Mann ohne Vergangenheit (Mies vailla menneisyyttä)
- 2004: Mein Freund Henry (Ystäväni Henry)
- 2005: Eisiges Land (Paha maa)
- 2006: Lichter der Vorstadt (Laitakaupungin valot)
- 2008: Tummien perhosten koti
- 2009: Väärät juuret
- 2011: Brüder (Veljekset)
- 2012: Road North – Nordwärts (Tie pohjoiseen)
- 2013: Nymphs (Nymfit, Fernsehserie, eine Folge)
- 2014: Nurses (Syke, Fernsehserie, eine Folge)
- 2018: Heavy Trip (Hevi reissu)
- 2020: Deadwind (Karppi, Fernsehserie, sechs Folgen)
- 2020: Eine Nacht in Helsinki (Yö armahtaa)
- 2021: Operation Omerta (Omerta 6/12)